# Nordmazedonische Basketballnationalmannschaft der Damen
Die nordmazedonische Basketballnationalmannschaft der Damen vertritt die Republik Nordmazedonien im internationalen Basketball und wird vom Basketballverband von Nord-Mazedonien KFM (mazedonisch Košarkarska federacija na Severna Makedonija) organisiert.
Bis 1992 war Nordmazedonien Teil der jugoslawischen Basketballnationalmannschaft der Damen. Nach 1992 gelang es der Nationalmannschaft nicht mehr, sich für eine Endrunde bei großen internationalen Wettbewerben zu qualifizieren.

## Abschneiden bei internationalen Wettbewerben

### Olympische Spiele
| - keine |

### Weltmeisterschaften
| - keine |

### Europameisterschaften
| - keine |

## Kader
Eine Übersicht des Kaders findet sich beispielsweise in der englischsprachigen Fassung dieses Artikels oder auf dem Internetportal eurobasket.com (s. Abschnitt Weblinks).